# Bataillon des volontaires de la Seine
Le bataillon des volontaires de la Seine est un bataillon de l'armée versaillaise, formé au début d'avril 1871 par le colonel Dieudonné Valette (1815-1879) et destiné à combattre l'insurrection de la Commune de Paris.  

## Historique
Il était constitué exclusivement de volontaires désireux de lutter contre les « Rouges ». Son effectif total était de 315 hommes, dont une centaine qui était composée d'anciens officiers démobilisés de l'armée ou de la garde nationale, et ayant combattu précédemment contre les Prussiens. 
Le bataillon des volontaires de la Seine est intégré dans la 2e brigade de la 1re division du 1er Corps d'armée de l'armée versaillaise.
Le bataillon se signale énergiquement à plusieurs reprises dans les combats de Paris en mai 1871, en s'emparant notamment le 23 mai 1871 de la butte Montmartre où il plante le drapeau tricolore. Toujours en première ligne, ses volontaires étaient animés de sentiments anti-communards exacerbés, ce qui faisait du bataillon une unité de combat très motivée et efficace. Le bataillon fit très peu de prisonniers, nombre d'entre eux étant exécutés sommairement.
Le bataillon des volontaires de la Seine, tout comme son alter-ego le bataillon des volontaires de Seine-et-Oise, est dissous après les combats, le 26 juin 1871.

## Encadrement
- Chef de corps du bataillon : colonel Dieudonné Valette.
- Officier d'ordonnance : lieutenant Henri Comment.
- Adjudant-major : commandant Denax.
- Officier trésorier : capitaine Bretet.
- Chirurgien : médecin-major Henri Debusschère.
- Adjudant sous-officier : commandant Charles Hallez d'Arros.
- Commandant de la 1re compagnie : capitaine Gustave Durieux, tué le 23 mai 1871.
- Commandant de la 2e compagnie : capitaine Arnauld Devresse, décédé de ses blessures le 5 juin 1871.
- Commandant de la 3e compagnie : capitaine Pierre Delclos, tué le 27 mai 1871.

### Effectifs
- 1re compagnie : 5 officiers, 10 sous-officiers et caporaux, 75 soldats.
- 2e compagnie : 3 officiers, 12 sous-officiers et caporaux, 144 soldats.
- 3e compagnie : 3 officiers, 20 sous-officiers et caporaux, 91 soldats.